# Taikai Uemoto
Taikai Uemoto (上本 大海, Uemoto Taikai) est un footballeur japonais né le 1er juin 1982. Il évolue au poste de défenseur.

## Palmarès
- Vainqueur de la Coupe de la Ligue japonaise en 2008 avec l'Oita Trinita